# Улица Ватутина (Владикавказ)

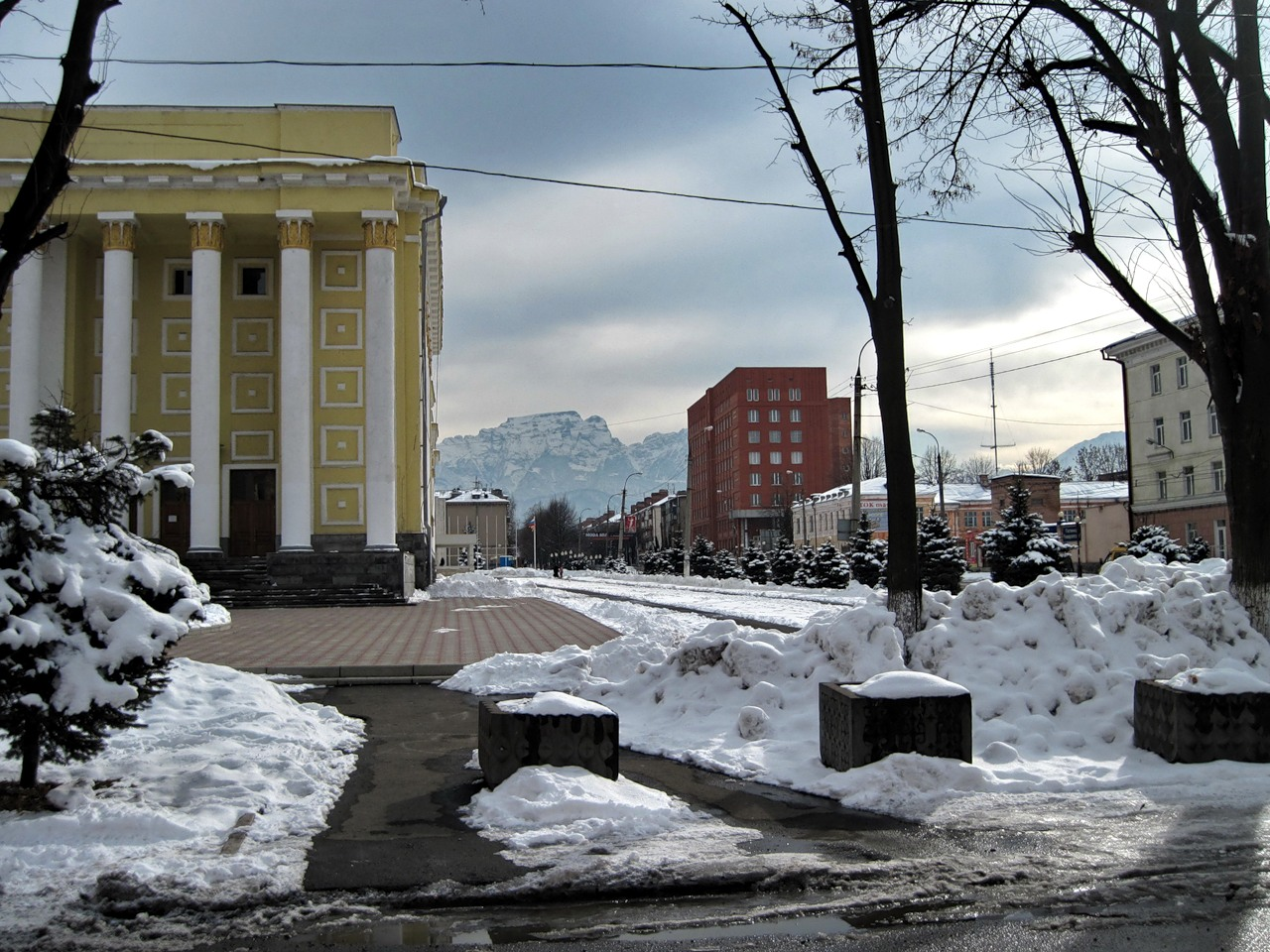
СОГУ им. К. Л. Хетагурова

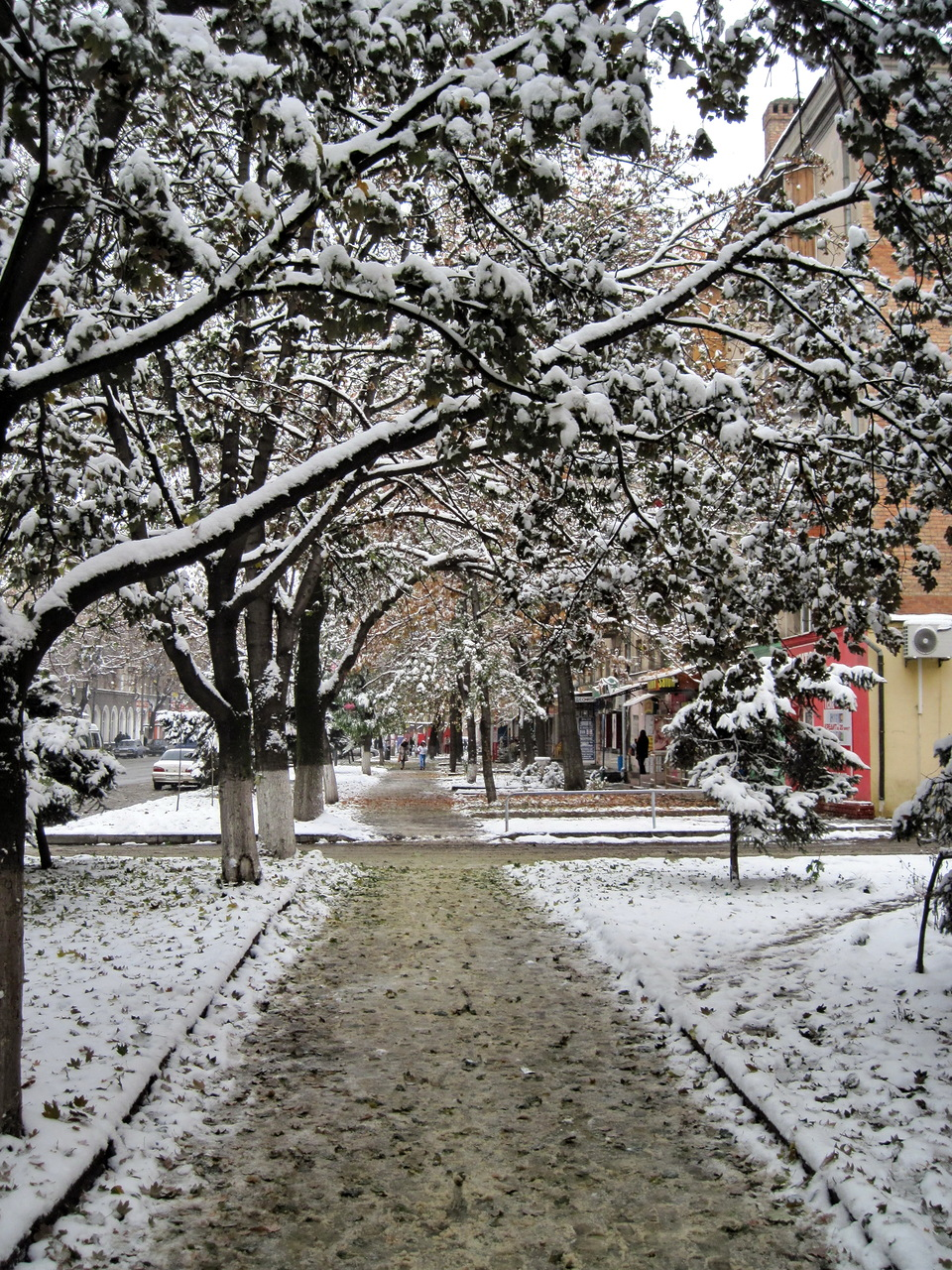
Улица Ватутина

У́лица Вату́тина — улица во Владикавказе, Северная Осетия, Россия. Улица располагается в Иристонском и Промышленном муниципальных округах между улицами Коста Хетагурова и Грозненской.
Является восточной границей (от пересечения с улицей Маркова до Армянской улицы) исторического центра, причисленного к выявленным объектам культурного наследия регионального значения.

## Расположение
Пересекается с улицами Бутырина, Максима Горького, Куйбышева и Щербакова. В районе пересечения улицы Ватутина с улицей Бутырина находится Университетская площадь.
От улицы Ватутина начинаются улицы Ереванская, Шмулевича, Братьев Щукиных, Маркова, переулок Осипенко, улицы Серова, Карцинская и Карабулакская.
К улице Ватутина примыкают улицы Армянская, Церетели, Джанаева и Черменский проезд.

## История
Названа в честь генерала армии Н. Ф. Ватутина.
Образовалась во второй половине XIX века. Отмечена в списке улиц г. Владикавказа 1891 года как Шоссейная улица. В конце XIX века на углу улиц Шоссейной и Атаманской (сегодня — улица Шмулевича) были построены казармы 2-го Сунженско-Владикавказского казачьего полка, которые просуществовали до 50-х годов XX столетия. Упоминается под названием Шоссейная улица в Перечне улиц, площадей и переулков от 1911 и 1925 годов.
Часть улицы Шоссейной к северу от улицы Куйбышева отмечена на плане г. Орджоникидзе 1937 года как Ингушская улица, которая после ссылки ингушей в 1944 году была переименована в улицу Ватутина.
18 июля 1944 года решением Исполнительного комитета Дзауджикауского Городского Совета депутатов трудящихся (протокол № 20, § 195), улицы Шоссейная и Ингушская объединены в одну улицу, получившую имя Ватутина:

«Считать, как одну уличную магистраль, улицы Шоссейная и Ингушская и присвоить ей наименование имени Ватутина Н. Ф.».

## Значимые здания и сооружения
Объекты культурного наследия
- д. 46 — Северо-Осетинский государственный университет имени К. Л. Хетагурова. До 1969 года Северо-Осетинский педагогический институт. Здание построено в 1937 году по проекту архитектора И. Хурумова. Является памятником истории и культуры Северной Осетии[11] и объектом культурного наследия федерального значения[12]
- д. 50 — Гостиница «Планета Люкс» (бывшая гостиница «Кавказ»)[13]. Построена в конце 40-х годов XX века. В 2011 году здание гостиницы было реконструировано и стала называться под современным наименованием. Памятник архитектуры культурного наследия России, архитектор Т. М. Бутаева
- д. 50а — дом, где жили: в 1954—1970 гг. — врач-офтальмолог Михаил Николаевич Бугулов и в 1954—1960 гг. — народная артистка СО АССР Мария Николаевна Репина-Раппонент.
- д. 53 — дом, где жили: в 1958—1975 гг. — композитор Нина Андреевна Карницкая и в 1959—1975 гг. — поэт Георгий Борисович Гагиев.
- д. 60 — дом, где в 1958—1976 гг. жил Герой Советского Союза Александр Александрович Ермолаев.
- д. 62 — дом, где жили: в 1960—1965 гг. — ученый-агроном Феофан Яковлевич Коновалов и в 1961—1973 гг. — заслуженный учитель РСФСР Василий Матвеевич Байтуганов.
- д. 132 — памятник рабочим и служащим завода «Стеклотара», погибшим в Великую Отечественную войну 1941—1945 гг. (на территории завода). Памятник монументального искусства, художник Н. А. Сычева

Другие объекты
- д. 17 — Администрация Иристонского МО.
- д. 51а — Кинотеатр «Дружба XXI век». Построен в 50-х годах XX века.
- д. 118 — Профессиональное училище № 3.
- Госкомитет по физкультуре и спорту Северной Осетии.

На пересечении улиц Ватутина и Горького находится сквер, в котором в 1981 году был установлен бюст Максима Горького (объект культурного наследия России).
В северной части улицы находятся крупные промышленные предприятия города.

## Памятники
- Памятник Коста Хетагурову перед центральным входом в СОГУ.
- Бюст Максима Горького в сквере на пересечении улиц Ватутина и Максима Горького. Является объектом культурного наследия федерального значения (код 1500000258)[14].

## Транспорт
С 1939 по 1978 годы по улице Ватутина от улицы Коста Хетагурова до улицы Маркова проходила однопутная трамвайная линия 3-го маршрута с разъездом возле стадиона «Спартак».
На этом же участке с 1980 по 2010 годы проходила линия троллейбуса.

## Источник
- План областного города Владикавказа (Издание 1911 г. Областного статистического комитета).
- План г. Орджоникидзе, 1937 г.
- Владикавказ. Карта города, изд. РиК, Владикавказ, 2011.
- Кадыков А. Н., Улицы, переулки, площади и проспекты г. Владикавказа: справочник, изд. Респект, Владикавказ, 2010, стр. 57-59, ISBN 978-5-905066-01-6
- Киреев Ф. С., По улицам Владикавказа, изд. Респект, Владикавказ, 2014, стр. 22 — 24, ISBN 978-5-905066-18-4.
- Торчинов В. А., Владикавказ., Краткий историко-краеведческий справочник, Владикавказ, Северо-Осетинский научный центр, 1999, стр. 91, 93, 98, 107, ISBN 5-93000-005-0